# Tempestade tropical Alpha (2005)
A tempestade tropical Alpha foi a 23ª tempestade tropical ou subtropical da hiperativa temporada de furacões no Atlântico de 2005. Ele se desenvolveu a partir da Depressão Tropical Vinte e Cinco no Mar do Caribe oriental em 22 de outubro de 2005. Como os 21 nomes de tempestade pré-designados foram esgotados, foi dado o primeiro nome da lista auxiliar, que utiliza as letras do alfabeto grego. Esta foi a primeira temporada de furacões a acionar esse protocolo de nomenclatura, e o único até à temporada de 2020.
Durante a sua breve vida, Alpha mudou-se para oeste-noroeste e atingiu o seu pico de intensidade em 23 de outubro, mas enfraqueceu ao se aproximar do landfall na República Dominicana no mesmo dia. Cruzando a ilha de Hispaniola, enfraqueceu-se para uma depressão tropical e persistiu até 24 de outubro, quando se dissipou. A sua baixa remanescente foi absorvido pela grande circulação do furacão Wilma.
Alpha despejou chuvas torrenciais na ilha de Hispaniola, tornando-a a oitava tempestade mais húmida a impactar o Haiti. Isso causou 26 mortes, 17 delas no Haiti, e todas causadas por enchentes e deslizamentos de terra relacionados à chuva. As estradas ficaram bloqueadas por semanas e centenas de casas foram destruídas.

## Histório meteorológica
As origens de Alpha vieram de uma onda tropical que se desenvolveu perto das Ilhas de Barlavento em 20 de outubro. Imagens de satélite indicaram que um centro de baixa pressão associado à onda tropical se formou perto de Barbados e se moveu para oeste-noroeste com aumento da atividade convectiva. Em uma área de leve cisalhamento do vento, a convecção aumentou e os dados do radar meteorológico Doppler de Porto Rico detectaram uma circulação ciclônica bem definida. Em outubro 22, a área de baixa pressão organizada em Depressão Tropical Vinte e cinco, a sudeste de Hispaniola. Pouco depois, imagens de satélite indicaram que uma circulação fechada havia se desenvolvido e a convecção associada começou a formar bandas. Mais tarde, naquele mesmo dia, a depressão se organizou o suficiente para ser elevada à Tempestade Tropical Alpha; esta foi a primeira vez que o National Hurricane Center teve que usar um nome grego para um furacão no Atlântico.

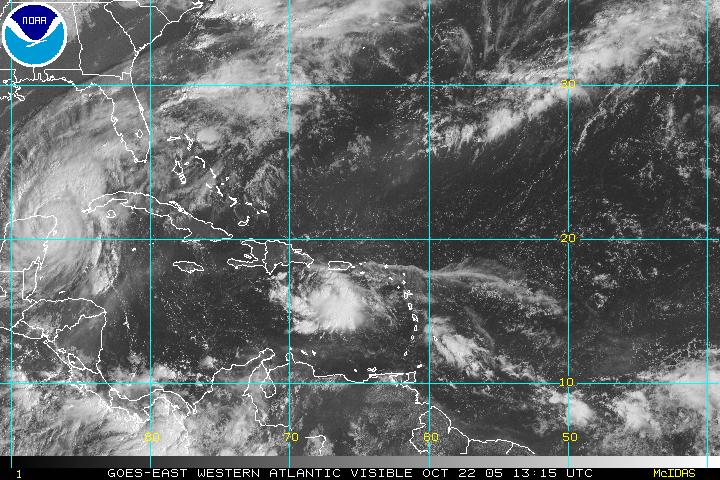
Furacão Wilma (esquerda) e Depressão tropical 25 (direita) em 22 de outubro

Quando Alpha entrou no alcance do radar meteorológico Doppler de Porto Rico, o radar sugeriu que uma característica semelhante à parede do olho havia se desenvolvido. Alpha estava rastreando ao longo da borda sudoeste de uma crista subtropical. Com a grande circulação do furacão Wilma nas proximidades, Alpha estava experimentando um forte fluxo para o sul de Wilma. Alpha, com sua pequena circulação, foi então confrontado com o terreno montanhoso de Hispaniola, o que levou os meteorologistas a acreditarem que Alpha logo se dissiparia. Pouco depois de Alpha atingir seu pico de intensidade em 23 de outubro seu vento diminuiu. Enquanto a convecção permaneceu em faixas, a circulação de baixo nível foi interrompida por terra. Isso deixou o centro mal definido e difícil de localizar.
No final de 23 de outubro, Alpha fez landfall em Hispaniola, diminuindo rapidamente de intensidade ao fazê-lo. Depois de atingir o continente, a tempestade enfraqueceu, deixando-a apenas entre a tempestade tropical e o estado de depressão tropical. Por causa do enfraquecimento e do forte fluxo para o sul do furacão Wilma, foi difícil determinar se havia uma circulação de baixo nível. No entanto, as imagens de satélite sugeriram que um novo centro se desenvolveu em águas abertas ao norte de Hispaniola. Foi rebaixado para depressão tropical no dia seguinte, agora reemergindo em águas abertas. A tempestade logo desenvolveu um centro de circulação alongado que indicava que o sistema estava enfraquecendo. Em 24 de outubro o centro de nível inferior havia se dissolvido completamente e apenas uma pequena área de atividade convectiva persistia. Assim, o sistema havia se dissipado e era um sistema de baixa pressão remanescente quando o Centro Nacional de Furacões emitiu seus últimos avisos de Alpha. Pouco tempo depois, a baixa remanescente foi absorvida pela circulação do furacão Wilma em 25 de outubro.

## Preparações
Em 22 de outubro, o Centro Nacional de Furacões emitiu um alerta de tempestade tropical para a ilha de Hispaniola e um alerta de tempestade tropical para as Ilhas Turcas e Caicos e o sudeste das Bahamas. O alerta de tempestade tropical foi rapidamente atualizado para um aviso de tempestade tropical. Na República Dominicana, as autoridades ordenaram a evacuação de pelo menos 30 000 pessoas que vivem em áreas onde as inundações eram possíveis. Em 22 e 23 de outubro, o governo haitiano ordenou alertas de nível 1 e depois de nível 2 para o condado em antecipação às chuvas da tempestade tropical Alpha. O Haiti já estava sofrendo inundações com a passagem do furacão Wilma entre 8 e 19 outubro, então a ameaça de mais chuvas era particularmente terrível. O Centro Nacional de Meteorologia do país emitiu boletins meteorológicos por meio dos canais de distribuição da mídia existentes com instruções claras sobre como as residências devem se preparar para enchentes e deslizamentos de terra. O governo local de Sud-Est ordenou a evacuação de sua capital, Jacmel. O governo nacional mobilizou pessoal e recursos da Direção de Proteção Civil, da Secretaria Permanente de Gestion des Risques et des Désastres (SPGRD) e da Polícia Nacional para Centros de Operação de Emergência previamente organizados..

## Impact

Tempestade tropical Alpha umas horas depois do landfall na República Dominicana em 24 de outubro

Embora a circulação da tempestade tecnicamente tenha atingido a costa perto de Barahona, na República Dominicana, a maior parte do impacto ocorreu no vizinho mais pobre do país, o Haiti. Quando Alpha chegou em Hispaniola trouxe entre 4 polegadas (101 mm ) e 7,9 em (201 mm) de chuva que desencadeou inundações e deslizamentos de terra. A estrada entre Port-au-Prince e Sud foi fechada em Grand-Goâve, Ouest. Na cidade costeira de Léogâne, perto de Port-au-Prince, as pontes foram fechadas para carros, mas não para pedestres. O fluxo de rios a leste de Marigot e a oeste de Jacmel fecharam estradas naquela região, e a estrada principal entre Jérémie e Les Cayes também foi fechada.  Em outras partes do país, deslizamentos de terra bloquearam temporariamente várias outras estradas importantes. A Ilha de Gonâve, que vinha sofrendo uma seca violenta, foi atingida por enchentes que inundaram e arrastaram as tubulações do sistema de esgoto de Nan Baré.
Os danos no Haiti se limitaram principalmente aos departamentos Ouest, Sud-Est e Grand'Anse. No Haiti, 17 pessoas morreram.  Dois se afogaram quando um rio transbordou em Grande Anse e outros dois morreram após serem eletrocutados durante uma enchente, um no subúrbio de Carrefour, em Porto Príncipe, e outro na cidade de Jacmel, no sul. O restante das mortes foi resultado de deslizamentos e inundações em várias áreas do país. Em todo o país, 243 casas foram destruídas e 191 outras foram danificadas.
Nove pessoas morreram na República Dominicana: dois pescadores desapareceram no mar durante a tempestade e os outros foram arrastados pelas enchentes quando os rios estouraram em Guaricanos e Puerto Plata. Caso contrário, os danos na República Dominicana foram mínimos.
O governo haitiano não solicitou assistência internacional, embora a Missão das Nações Unidas para a Estabilização no Haiti (MINUSTAH), o Programa das Nações Unidas para o Desenvolvimento (PNUD) e a Cruz Vermelha Haitiana, que já trabalhavam no Haiti, tenham assumido algumas funções de apoio. Em resposta às inundações locais, a filial regional de Jacmel da Cruz Vermelha distribuiu mais 400 tabletes de purificação de água, 11 caixas de biscoitos de alta energia e 10 caixas de sabonete líquido.

## Nomes e recordes
Como todos os 21 nomes de furacão pré-designados para a temporada se esgotaram após o furacão Wilma, o alfabeto grego foi usado e a tempestade foi designada como Alfa quando atingiu o status de tempestade tropical. O nome Alpha já havia sido usado antes no Atlântico, para uma tempestade subtropical de 1972. No entanto, 2005 foi a primeira tempestade tropical ou subtropical a receber um nome do alfabeto grego da lista auxiliar. O próximo a receber esse nome foi Tempestade subtropical Alpha em 2020.
Na época, pensava-se que Alpha era a 22ª tempestade da temporada, assim como a tempestade que quebrou o recorde de mais tempestades em uma única temporada de furacões no Atlântico, estabelecida em 1933. No entanto, a análise pós-temporada revelou que também houve uma tempestade subtropical anteriormente despercebida em 4 de outubro, que fez de Alpha a 23ª tempestade da temporada.
A data de formação recorde de Alpha como a 23ª tempestade tropical ou subtropical da temporada duraria até 2020. Ele foi quebrado pela Tempestade Tropical Beta, que se formou em 18 de setembro.